# Nicolaea ophia
Nicolaea ophia is een vlinder uit de familie van de Lycaenidae. De wetenschappelijke naam van de soort werd als Thecla ophia in 1868 gepubliceerd door William Chapman Hewitson.

## Synoniemen
- Thecla ornea Hewitson, 1868